# Salix riskindii
Salix riskindii är en videväxtart som beskrevs av M.C. Johnston. Salix riskindii ingår i släktet viden, och familjen videväxter. Inga underarter finns listade i Catalogue of Life.